# أبيجيل إدموندز
أبيجيل إدموندز (بالإنجليزية: Abigail Edmonds)‏ هي راكبة الكنو بريطانية، ولدت في 26 سبتمبر 1990 في واتفورد في المملكة المتحدة.

## وصلات خارجية
- أبيجيل إدموندز على موقع اللجنة الأولمبية الدولية (الإنجليزية)
- أبيجيل إدموندز على موقع أوليمبيديا (الإنجليزية)
- أبيجيل إدموندز على موقع اللجنة الأولمبية البريطانية (الإنجليزية)